# Ђерса И (Бистрица-Насауд)
Ђерса И (рум. Gersa I) насеље је у Румунији у округу Бистрица-Насауд у општини Ребришоара. Oпштина се налази на надморској висини од 413 m.

## Становништво
Према подацима из 2002. године у насељу је живело 822 становника, од којих су сви румунске националности.